# 25 Batalion Łączności
25 batalion łączności im. mjr. Zygmunta Chimiaka (25 bł) – samodzielny pododdział łączności Wojska Polskiego.

## Formowanie i zmiany organizacyjne
W 1994, na bazie rozformowywanego 25 pułku łączności z Białegostoku, celem zabezpieczenia łączności Pomocniczego Stanowiska Dowodzenia Naczelnego Dowódcy Sił Zbrojnych, minister obrony narodowej podjął decyzję o utworzeniu 25 batalionu łączności  z siedzibą w Skierniewicach przy ulicy Jana Kilińskiego. 
Ze względu na zmiany w koncepcji działania Sił Zbrojnych w systemie obrony Rzeczypospolitej Polskiej, z dniem 31 grudnia 2001 25 batalion łączności został rozformowany

## Struktura organizacyjna
Batalion liczył około 120 żołnierzy zawodowych, 300 żołnierzy zasadniczej służby wojskowej oraz 30 pracowników cywilnych. W jego skład wchodziły następujące komórki i pododdziały:
- dowództwo i sztab,
- pion logistyki,
- pion finansowy,
- kompanie dowodzenia,
- kompania radiowa,
- kompania radioliniowo-kablowa,
- pluton remontowy,
- pluton zaopatrzenia,
- ambulatorium,
- klub żołnierski.

## Sztandar, patron i wyróżnienia
28 listopada 1997, w imieniu prezydenta Rzeczypospolitej Polskiej sztandar ufundowany przez społeczeństwo Skierniewic, wręczał jednostce wiceminister obrony narodowej Romuald Szeremietiew. W tym też dniu patronem batalionu został mjr Zygmunt Chimiak – przedwojenny oficer łączności wywodzący się z Legionów Polskich. W czasie walk we wrześniu 1939 był szefem łączności GO „Piotrków”, a następnie szefem łączności podczas obrony Twierdzy Modlin. Zginął 20 września 1939 w Modlinie.
W 2001 batalion został wyróżniony Znakiem Honorowym Sił Zbrojnych Rzeczypospolitej Polskiej

## Dowódcy jednostki
- kpt. Zbigniew Wesołowski 1994–1998
- mjr Czesław Hebda 1998–2001